# Platythomisus jucundus
Platythomisus jucundus är en spindelart som beskrevs av Tord Tamerlan Teodor Thorell 1894. Platythomisus jucundus ingår i släktet Platythomisus och familjen krabbspindlar. Inga underarter finns listade i Catalogue of Life.